# Tyranny (альбом The Voidz)
Tyranny («Тирания») — дебютный студийный альбом американской рок-группы The Voidz (также известной как Julian Casablancas + The Voidz), выпущенный 23 сентября 2014 года лейблом Cult Records. Первый сингл альбома, 11-минутный трек "Human Sadness", вышел 2 сентября 2014 года. Режиссером клипа второго сингла "Where No Eagles Fly" стал гитарист Джереми "Бердо" Гриттер. 19 сентября Tyranny стал доступен для стриминга на сайтах Rolling Stone и Pitchfork.
Альбом занял 50-е место в списке 50 лучших альбомов 2014 года по версии NME.

## Оценки критиков
| Совокупная оценка    | Совокупная оценка |
| Источник             | Оценка            |
| -------------------- | ----------------- |
| Metacritic           | 66/100            |
| Оценки критиков      |                   |
| Источник             | Оценка            |
| AllMusic             | [ 5 ]             |
| Clash                | (7/10)            |
| Consequence of Sound | Favorable         |
| Drowned in Sound     | (9.75/10)         |
| Exclaim!             | (8/10)            |
| The Line of Best Fit | (6.5/10)          |
| NME                  | (6/10)            |
| Paste                | (6/10)            |
| Pitchfork            | (4.9/10)          |
| Rolling Stone        | [ 14 ]            |

Rolling Stone дал альбому 3,5 звезды, назвав это "звуком человека, сбрасывающего кожу. Не очень красиво, но более убедительно". Paste дал 6.0, а Exclaim! дал ему 8 баллов из 10, назвав его "очень грустным альбомом ... неотразимым".  Лукас Вилья из AXS наградил четырьмя из пяти звезд, написав: "Касабланкас продолжает самым бурным образом тренировать свои экспериментальные мускулы с The Voidz на буксире". Бенджи Тейлор из Clash дал альбому 7/10, назвав его "странно прекрасной смесью неуклюжих размеров, нетрадиционных структур песен и, в целом, необузданного безумия".
GQ напечатал интервью с Касабланкас в 2014 году под названием «Джулиан Касабланкас устал пытаться спасти вас»,
Пластинка называется "Тирания", и, по словам Касабланкаса, именно об этом и идет речь: хищные нефтяные компании, не очень свободная пресса и разграбление окружающей среды. Деньги. Здравоохранение. Кошмары. Луна. 
"- Не очень-то сексуально говорить о таких вещах, особенно в таком месте, как Америка, где все самое лучшее. Но мне кажется, что мы находимся внутри этого Версальского пузыря, понимаете?"

## Трек-лист
Слова и музыка всех песен — написаны Джулианом Касабланкас, за исключением отмеченных.
| №                   | Название                                              | Длительность |
| ------------------- | ----------------------------------------------------- | ------------ |
| 1.                  | «Take Me in Your Army» (Джейк Берковичи, Касабланкас) | 4:20         |
| 2.                  | «Crunch Punch»                                        | 4:50         |
| 3.                  | «M.utually A.ssured D.estruction»                     | 2:31         |
| 4.                  | «Human Sadness» (Алекс Карапетис, Касабланкас)        | 10:56        |
| 5.                  | «Where No Eagles Fly» (Джейк Берковичи, Касабланкас)  | 3:44         |
| 6.                  | «Father Electricity»                                  | 7:23         |
| 7.                  | «Johan Von Bronx»                                     | 5:58         |
| 8.                  | «Business Dog» (Касабланкас, Джереми Гриттер)         | 2:35         |
| 9.                  | «Xerox»                                               | 5:01         |
| 10.                 | «Dare I Care»                                         | 6:07         |
| 11.                 | «Nintendo Blood»                                      | 5:53         |
| 12.                 | «Off to War...»                                       | 3:17         |
| Общая длительность: | Общая длительность:                                   | 1:02:25      |

## Участники
- Джулиан Касабланкас - вокал
- Джереми "Бердо" Гриттер - гитара
- Амир Ягмай - гитара
- Джейкоб «Джейк» Берковичи - бас-гитара, синтезаторы
- Алекс Карапетис - барабаны, перкуссия
- Джефф Кайт - клавишные

### Производство и прочее
- Шон Эверетт - продюсирование, сведение
- Райан Фэгман - инженерная поддержка по «Dare I Care», «Xerox», «Nintendo Blood» и «Crunch Punch»
- Дж. П. Бауэрсок - специалист для "Crunch Punch", "Human Sadness" и "Take Me in Your Army"
- Майк Блум - дополнительная гитара в "Dare I Care"
- Брайан Гарднер - мастеринг в Bernie Grundman Mastering, Лос-Анджелес
- Дэйв Катч - дополнительный мастеринг в The Mastering Palace, Нью-Йорк
- Эмили Лазар - дополнительный мастеринг в The Lodge, Нью-Йорк
- Уоррен Фу - художественная работа
- Лиз Хирш - художественная работа
- Сэм Адокей - художественная работа над "The Visit of Govindu"
- Эль Тенен - художественная работа над "Chessboard"
- Ричард Прист - менеджер
- Лиси Уэбб - менеджер
- Джек Ровнер - менеджер

## Чарты
| Чарт (2014)                     | Высшая позиция |
| ------------------------------- | -------------- |
| Бельгия/Фландрия (Ultratop)     | 176            |
| Бельгия/Валлония (Ultratop)     | 128            |
| Франция (SNEP)                  | 90             |
| US Billboard 200                | 39             |
| US Billboard Alternative Albums | 2              |
| US Billboard Rock Albums        | 10             |